# Polyblastia agraria
Polyblastia agraria är en lavart som beskrevs av Th. Fr. Polyblastia agraria ingår i släktet Polyblastia och familjen Verrucariaceae.  Arten är reproducerande i Sverige. Inga underarter finns listade i Catalogue of Life.